# Videoface
Videoface (označovaný také jako Videoface Digitizer či Dataskip Videoface) je digitalizační zařízení pro pročítače Sinclair ZX Spectrum. Výrobcem byla nizozemská firma Data-skip a později firma Romantic Robot.
Zařízení snímá statický obrazový signál a převádí ho na rozlišení 256x192, 1 bit na pixel (v reklamách na Videoface bývají někdy uváděny 4 bity na pixel). Je také možné digitalizovat animace rychlostí 3 snímky za sekundu. Při snímání se pomocí okénka vybírá, která část obrazu má být digitalizována. Rozhodovací úroveň při převodu obrazu do digitální formy je nastavitelná pomocí potenciometru umístěným na zařízení.
Zarízení je možné použít jako jednoduchý videorekordér, který ale obraz zaznamenává na stereo audio kazetu (v jedné stopě je uložen obraz, v druhé stopě je uložen zvuk). Na 90minutovou audiokazetu se tak vejde 1,5hodinový film (samozřejmě v rozlišení ZX Spectra).
Videoface používal mimo jiné Rajsoft, člen programátorské skupiny E. S. I., který s jeho pomocí vytvořil obrázky všech členů této programátorské skupiny v posledním díle L. S. D. megadema.